# 峰峰鉱区
峰峰鉱区（ほうほう-こうく）は中華人民共和国河北省邯鄲市に位置する鉱区。

## 行政区画
- 街道:滏陽東路街道
- 鎮:臨水鎮、峰峰鎮、新坡鎮、大社鎮、和村鎮、義井鎮、彭城鎮、界城鎮、大峪鎮
- 郷:西固義郷